# Seznam medailistů na mistrovství Evropy ve vodním slalomu – kánoe muži
Tento seznam uvádí přehled medailistů na mistrovství Evropy ve vodním slalomu v závodech na kánoích (singlkánoích C1 a deblkánoích C2), které byly na program evropských šampionátů zařazeny v roce 1996.

## C1
| Rok  | Místo                           | Zlato                | Stříbro              | Bronz                |
| ---- | ------------------------------- | -------------------- | -------------------- | -------------------- |
| 1996 | Augsburg                        | Simon Hočevar        | Sören Kaufmann       | Martin Lang          |
| 1998 | Roudnice nad Labem              | David Jančar         | Michal Martikán      | Lukáš Pollert        |
| 2000 | Mezzana                         | Tony Estanguet       | Juraj Minčík         | Lukáš Pollert        |
| 2002 | Bratislava                      | Mariusz Wieczorek    | Tony Estanguet       | Jan Benzien          |
| 2004 | Skopje                          | Tomáš Indruch        | Krzysztof Bieryt     | Nico Bettge          |
| 2005 | Lublaň                          | Stefan Pfannmöller   | Alexander Slafkovský | Stuart McIntosh      |
| 2006 | L'Argentière-la-Bessée          | Tony Estanguet       | Michal Martikán      | Tomáš Indruch        |
| 2007 | Liptovský Mikuláš               | Michal Martikán      | Pierre Labarelle     | Christos Tsakmakis   |
| 2008 | Krakov                          | Michal Martikán      | Stanislav Ježek      | Alexander Slafkovský |
| 2009 | Nottingham                      | Michal Martikán      | Alexander Slafkovský | Jan Benzien          |
| 2010 | Bratislava                      | Michal Martikán      | Matej Beňuš          | Alexander Slafkovský |
| 2011 | La Seu d'Urgell                 | Tony Estanguet       | Alexander Slafkovský | Denis Gargaud Chanut |
| 2012 | Augsburg                        | Sideris Tasiadis     | Tony Estanguet       | Benjamin Savšek      |
| 2013 | Krakov                          | Jan Benzien          | Sideris Tasiadis     | Matej Beňuš          |
| 2014 | Vídeň                           | Alexander Slafkovský | Michal Martikán      | Jan Benzien          |
| 2015 | Markkleeberg                    | Benjamin Savšek      | Sideris Tasiadis     | Matej Beňuš          |
| 2016 | Liptovský Mikuláš               | Alexander Slafkovský | Michal Martikán      | Ander Elosegi        |
| 2017 | Lublaň                          | Alexander Slafkovský | Thomas Koechlin      | Michal Martikán      |
| 2018 | Praha                           | Ryan Westley         | Adam Burgess         | Tomáš Rak            |
| 2019 | Pau                             | Benjamin Savšek      | Martin Thomas        | Sideris Tasiadis     |
| 2020 | Praha                           | Benjamin Savšek      | Lukáš Rohan          | Václav Chaloupka     |
| 2021 | Ivrea                           | Denis Gargaud Chanut | Matej Beňuš          | Sideris Tasiadis     |
| 2022 | Liptovský Mikuláš               | Benjamin Savšek      | Sideris Tasiadis     | Miquel Travé         |
| 2023 | Krakov (v rámci Evropských her) | Ryan Westley         | Miquel Travé         | Václav Chaloupka     |

## C1 hlídky
| Rok  | Místo                           | Zlato                                                           | Stříbro                                                          | Bronz                                                         |
| ---- | ------------------------------- | --------------------------------------------------------------- | ---------------------------------------------------------------- | ------------------------------------------------------------- |
| 1996 | Augsburg                        | Německo Sören Kaufmann Martin Lang Vitus Husek                  | Česko Pavel Janda David Jančar Lukáš Pollert                     | Slovinsko Dejan Stevanovič Simon Hočevar Sebastjan Linke      |
| 1998 | Roudnice nad Labem              | Slovensko Michal Martikán Juraj Ontko Juraj Minčík              | Německo Stefan Pfannmöller Nico Bettge Martin Lang               | Spojené království Stuart McIntosh Mark Delaney Robert Turner |
| 2000 | Mezzana                         | Slovensko Michal Martikán Dušan Ovčarík Juraj Minčík            | Česko Přemysl Vlk Lukáš Pollert Tomáš Indruch                    | Španělsko Jordi Sangrá Gibert Jon Ergüín Jordi Domenjo        |
| 2002 | Bratislava                      | Slovensko Michal Martikán Juraj Minčík Alexander Slafkovský     | Německo Stefan Pfannmöller Jan Benzien Sören Kaufmann            | Polsko Mariusz Wieczorek Krzysztof Bieryt Grzegorz Wójs       |
| 2004 | Skopje                          | Česko Tomáš Indruch Jan Mašek Ondřej Pinkava                    | Slovensko Alexander Slafkovský Dušan Ovčarík Juraj Minčík        | Slovinsko Simon Hočevar Dejan Stevanovič Jošt Zakrajšek       |
| 2005 | Lublaň                          | Slovensko Juraj Minčík Michal Martikán Alexander Slafkovský     | Německo Nico Bettge Jan Benzien Stefan Pfannmöller               | Česko Jan Mašek Stanislav Ježek Tomáš Indruch                 |
| 2006 | L'Argentière-la-Bessée          | Německo Stefan Pfannmöller Nico Bettge Jan Benzien              | Slovensko Michal Martikán Juraj Minčík Alexander Slafkovský      | Česko Tomáš Indruch Jan Mašek Stanislav Ježek                 |
| 2007 | Liptovský Mikuláš               | Slovensko Michal Martikán Juraj Minčík Matej Beňuš              | Německo Stefan Pfannmöller Nico Bettge Jan Benzien               | Francie Tony Estanguet Pierre Labarelle Nicolas Peschier      |
| 2008 | Krakov                          | Slovensko Michal Martikán Alexander Slafkovský Matej Beňuš      | Polsko Krzysztof Bieryt Grzegorz Kiljanek Dawid Bartos           | Německo Christian Bahmann Nico Bettge Lukas Hoffmann          |
| 2009 | Nottingham                      | Česko Stanislav Ježek Tomáš Indruch Jan Mašek                   | Francie Tony Estanguet Denis Gargaud Chanut Nicolas Peschier     | Německo Sideris Tasiadis Jan Benzien Nico Bettge              |
| 2010 | Bratislava                      | Slovensko Michal Martikán Alexander Slafkovský Matej Beňuš      | Česko Jan Mašek Michal Jáně Stanislav Ježek                      | Francie Tony Estanguet Denis Gargaud Chanut Nicolas Peschier  |
| 2011 | La Seu d'Urgell                 | Francie Tony Estanguet Denis Gargaud Chanut Nicolas Peschier    | Německo Nico Bettge Jan Benzien Sideris Tasiadis                 | Česko Stanislav Ježek Vítězslav Gebas Tomáš Indruch           |
| 2012 | Augsburg                        | Slovensko Michal Martikán Matej Beňuš Alexander Slafkovský      | Německo Nico Bettge Jan Benzien Sideris Tasiadis                 | Francie Tony Estanguet Denis Gargaud Chanut Thibaut Vielliard |
| 2013 | Krakov                          | Slovensko Alexander Slafkovský Matej Beňuš Jerguš Baďura        | Německo Franz Anton Jan Benzien Sideris Tasiadis                 | Slovinsko Benjamin Savšek Anže Berčič Luka Božič              |
| 2014 | Vídeň                           | Slovinsko Benjamin Savšek Anže Berčič Luka Božič                | Česko Lukáš Rohan Vítězslav Gebas Jan Mašek                      | Slovensko Michal Martikán Alexander Slafkovský Karol Rozmuš   |
| 2015 | Markkleeberg                    | Slovensko Michal Martikán Alexander Slafkovský Matej Beňuš      | Česko Michal Jáně Stanislav Ježek Tomáš Rak                      | Spojené království David Florence Ryan Westley Adam Burgess   |
| 2016 | Liptovský Mikuláš               | Slovensko Michal Martikán Alexander Slafkovský Matej Beňuš      | Polsko Grzegorz Hedwig Przemysław Plewa Igor Sztuba              | Spojené království David Florence Ryan Westley Adam Burgess   |
| 2017 | Lublaň                          | Německo Sideris Tasiadis Nico Bettge Franz Anton                | Slovinsko Benjamin Savšek Luka Božič Anže Berčič                 | Itálie Raffaello Ivaldi Roberto Colazingari Stefano Cipressi  |
| 2018 | Praha                           | Francie Denis Gargaud Chanut Pierre-Antoine Tillard Cédric Joly | Slovensko Alexander Slafkovský Michal Martikán Marko Mirgorodský | Česko Tomáš Rak Lukáš Rohan Vítězslav Gebas                   |
| 2019 | Pau                             | Slovinsko Benjamin Savšek Luka Božič Anže Berčič                | Francie Denis Gargaud Chanut Martin Thomas Cédric Joly           | Rusko Dmitrii Khramtsov Kirill Setkin Pavel Kotov             |
| 2020 | Praha                           | Slovinsko Benjamin Savšek Luka Božič Jure Lenarčič              | Irsko Liam Jegou Robert Hendrick Jake Cochrane                   | Polsko Grzegorz Hedwig Kacper Sztuba Szymon Zawadzki          |
| 2021 | Ivrea                           | Slovensko Alexander Slafkovský Michal Martikán Matej Beňuš      | Itálie Roberto Colazingari Raffaello Ivaldi Flavio Micozzi       | Slovinsko Benjamin Savšek Luka Božič Nejc Polenčič            |
| 2022 | Liptovský Mikuláš               | Německo Sideris Tasiadis Franz Anton Timo Trummer               | Polsko Grzegorz Hedwig Kacper Sztuba Michał Wiercioch            | Španělsko Luis Fernández Miquel Travé Ander Elosegi           |
| 2023 | Krakov (v rámci Evropských her) | Německo Sideris Tasiadis Franz Anton Timo Trummer               | Slovensko Matej Beňuš Marko Mirgorodský Alexander Slafkovský     | Spojené království Ryan Westley Adam Burgess James Kettle     |

## C2
Soutěže v této kategorii byly v roce 2018 ukončeny.
| Rok  | Místo                  | Zlato                                 | Stříbro                               | Bronz                                    |
| ---- | ---------------------- | ------------------------------------- | ------------------------------------- | ---------------------------------------- |
| 1996 | Augsburg               | Peter Matti/Ueli Matti                | Miroslav Šimek/Jiří Rohan             | Krzysztof Kołomański/Michał Staniszewski |
| 1998 | Roudnice nad Labem     | Pavol Hochschorner/Peter Hochschorner | Jaroslav Volf/Ondřej Štěpánek         | Milan Kubáň/Marián Olejník               |
| 2000 | Mezzana                | Pavol Hochschorner/Peter Hochschorner | Frank Adisson/Wilfrid Forgues         | Krzysztof Kołomański/Michał Staniszewski |
| 2002 | Bratislava             | Pavol Hochschorner/Peter Hochschorner | Marek Jiras/Tomáš Máder               | Jaroslav Volf/Ondřej Štěpánek            |
| 2004 | Skopje                 | Jaroslav Volf/Ondřej Štěpánek         | Martin Braud/Cédric Forgit            | Ladislav Škantár/Peter Škantár           |
| 2005 | Lublaň                 | Jaroslav Volf/Ondřej Štěpánek         | Marek Jiras/Tomáš Máder               | Ladislav Škantár/Peter Škantár           |
| 2006 | L'Argentière-la-Bessée | Martin Braud/Cédric Forgit            | Pavol Hochschorner/Peter Hochschorner | Kay Simon/Robby Simon                    |
| 2007 | Liptovský Mikuláš      | Ladislav Škantár/Peter Škantár        | Jaroslav Volf/Ondřej Štěpánek         | Pavol Hochschorner/Peter Hochschorner    |
| 2008 | Krakov                 | Pavol Hochschorner/Peter Hochschorner | Ladislav Škantár/Peter Škantár        | Andrea Benetti/Erik Masoero              |
| 2009 | Nottingham             | Pavol Hochschorner/Peter Hochschorner | Damien Troquenet/Mathieu Voyemant     | Timothy Baillie/Etienne Stott            |
| 2010 | Bratislava             | Ladislav Škantár/Peter Škantár        | Jaroslav Volf/Ondřej Štěpánek         | David Florence/Richard Hounslow          |
| 2011 | La Seu d'Urgell        | Pavol Hochschorner/Peter Hochschorner | Pierre Labarelle/Nicolas Peschier     | Ladislav Škantár/Peter Škantár           |
| 2012 | Augsburg               | Jaroslav Volf/Ondřej Štěpánek         | Pavol Hochschorner/Peter Hochschorner | Robert Behling/Thomas Becker             |
| 2013 | Krakov                 | Pierre Labarelle/Nicolas Peschier     | Piotr Szczepański/Marcin Pochwała     | Ondřej Karlovský/Jakub Jáně              |
| 2014 | Vídeň                  | Ladislav Škantár/Peter Škantár        | Piotr Szczepański/Marcin Pochwała     | Luka Božič/Sašo Taljat                   |
| 2015 | Markkleeberg           | Robert Behling/Thomas Becker          | Franz Anton/Jan Benzien               | David Florence/Richard Hounslow          |
| 2016 | Liptovský Mikuláš      | Tomáš Kučera/Ján Bátik                | Luka Božič/Sašo Taljat                | David Schröder/Nico Bettge               |
| 2017 | Lublaň                 | Pierre Picco/Hugo Biso                | Andrzej Brzeziński/Filip Brzeziński   | Jonáš Kašpar/Marek Šindler               |
| 2018 | Praha                  | Jonáš Kašpar/Marek Šindler            | Robert Behling/Thomas Becker          | Ondřej Karlovský/Jakub Jáně              |

## C2 hlídky
V letech 2000 a 2004 nebyly kvůli nedostatečnému počtu týmů uděleny medaile (nejsou tedy ani započítány do tabulky).
Soutěže v této kategorii byly v roce 2018 ukončeny.
| Rok  | Místo                            | Zlato | Stříbro | Bronz |
| ---- | -------------------------------- | --- | --- | --- |
| 1996 | Augsburg                         | Německo André Ehrenberg/Michael Senft Rüdiger Hübbers/Udo Raumann Manfred Berro/Michael Trummer           | Polsko Jarosław Nawrocki/Konrad Korzeniewski Andrzej Wójs/Sławomir Mordarski Krzysztof Kołomański/Michał Staniszewski | Slovensko Ľuboš Šoška/Peter Šoška Milan Kubáň/Marián Olejník Roman Štrba/Roman Vajs                                  |
| 1998 | Roudnice nad Labem               | Česko Petr Štercl/Pavel Štercl Jaroslav Pospíšil/Jaroslav Pollert Jaroslav Volf/Ondřej Štěpánek           | Slovensko Milan Kubáň/Marián Olejník Roman Štrba/Roman Vajs Pavol Hochschorner/Peter Hochschorner                     | Francie Eric Biau/Bertrand Daille Philippe Quemerais/Yann Le Pennec Alexandre Lauvergne/Nathanael Fouquet            |
| 2000 | Mezzana (medaile se neudělovaly) | Německo Kai Walter/Frank Henze Kay Simon/Robby Simon André Ehrenberg/Michael Senft                        | Slovensko Pavol Hochschorner/Peter Hochschorner Roman Štrba/Roman Vajs Ľuboš Šoška/Peter Šoška                        | Česko Jaroslav Volf/Ondřej Štěpánek Jaroslav Pospíšil/Jaroslav Pollert Marek Jiras/Tomáš Máder                       |
| 2002 | Bratislava                       | Slovensko Pavol Hochschorner/Peter Hochschorner Milan Kubáň/Marián Olejník Pavol Hric/Roman Vajs          | Francie Philippe Quemerais/Yann Le Pennec Martin Braud/Cédric Forgit Alexandre Lauvergne/Nathanael Fouquet            | Německo Kai Walter/Frank Henze Kay Simon/Robby Simon André Ehrenberg/Michael Senft                                   |
| 2004 | Skopje (medaile se neudělovaly)  | Česko Jaroslav Volf/Ondřej Štěpánek Marek Jiras/Tomáš Máder Jaroslav Pospíšil/Jaroslav Pollert            | Slovensko Ľuboš Šoška/Peter Šoška Ladislav Škantár/Peter Škantár Milan Kubáň/Marián Olejník                           | Polsko Andrzej Wójs/Sławomir Mordarski Jarosław Miczek/Wojciech Sekuła Marcin Pochwała/Paweł Sarna                   |
| 2005 | Lublaň                           | Slovensko Pavol Hochschorner/Peter Hochschorner Milan Kubáň/Marián Olejník Ladislav Škantár/Peter Škantár | Německo Kay Simon/Robby Simon Marcus Becker/Stefan Henze Christian Bahmann/Michael Senft                              | Francie Philippe Quemerais/Yann Le Pennec Christophe Luquet/Pierre Luquet Martin Braud/Cédric Forgit                 |
| 2006 | L'Argentière-la-Bessée           | Německo Felix Michel/Sebastian Piersig David Schröder/Frank Henze Kay Simon/Robby Simon                   | Francie Philippe Quemerais/Yann Le Pennec Martin Braud/Cédric Forgit Christophe Luquet/Pierre Luquet                  | Česko Marek Jiras/Tomáš Máder Jaroslav Volf/Ondřej Štěpánek Jaroslav Pospíšil/Jaroslav Pollert                       |
| 2007 | Liptovský Mikuláš                | Německo Felix Michel/Sebastian Piersig Kay Simon/Robby Simon David Schröder/Frank Henze                   | Česko Jaroslav Volf/Ondřej Štěpánek Marek Jiras/Tomáš Máder Jaroslav Pospíšil/David Mrůzek                            | Polsko Marcin Pochwała/Paweł Sarna Dariusz Wrzosek/Jarosław Miczek Kamil Gondek/Andrzej Poparda                      |
| 2008 | Krakov                           | Německo Marcus Becker/Stefan Henze Kay Simon/Robby Simon David Schröder/Frank Henze                       | Polsko Marcin Pochwała/Paweł Sarna Dominik Weglarz/Dawid Dobrowolski Dariusz Wrzosek/Jarosław Miczek                  | Slovensko Pavol Hochschorner/Peter Hochschorner Ladislav Škantár/Peter Škantár Tomáš Kučera/Ján Bátik                |
| 2009 | Nottingham                       | Česko Jaroslav Volf/Ondřej Štěpánek Marek Jiras/Tomáš Máder Jaroslav Pospíšil/David Mrůzek                | Spojené království Timothy Baillie/Etienne Stott David Florence/Richard Hounslow Daniel Goddard/Colin Radmore         | Polsko Piotr Szczepański/Marcin Pochwała Patryk Brzeziński/Dariusz Chlebek Grzegorz Wójs/Paweł Sarna                 |
| 2010 | Bratislava                       | Česko Tomáš Koplík/Jakub Vrzáň Lukáš Přinda/Jan Havlíček Jaroslav Volf/Ondřej Štěpánek                    | Polsko Paweł Sarna/Dawid Dobrowolski Patryk Brzeziński/Dariusz Chlebek Piotr Szczepański/Marcin Pochwała              | Spojené království Timothy Baillie/Etienne Stott David Florence/Richard Hounslow Daniel Goddard/Colin Radmore        |
| 2011 | La Seu d'Urgell                  | Česko Lukáš Přinda/Jan Havlíček Tomáš Koplík/Jakub Vrzáň Václav Hradilek/Štěpán Sehnal                    | Německo Marcus Becker/Stefan Henze David Schröder/Frank Henze Kai Müller/Kevin Müller                                 | Slovensko Pavol Hochschorner/Peter Hochschorner Tomáš Kučera/Ján Bátik Ladislav Škantár/Peter Škantár                |
| 2012 | Augsburg                         | Spojené království David Florence/Richard Hounslow Timothy Baillie/Etienne Stott Adam Burgess/Greg Pitt   | Česko Jaroslav Volf/Ondřej Štěpánek Ondřej Karlovský/Jakub Jáně Jonáš Kašpar/Marek Šindler                            | Německo David Schröder/Frank Henze Kai Müller/Kevin Müller Robert Behling/Thomas Becker                              |
| 2013 | Krakov                           | Francie Gauthier Klauss/Matthieu Péché Martin Braud/Cédric Forgit Christophe Luquet/Pierre Luquet         | Polsko Piotr Szczepański/Marcin Pochwała Filip Brzeziński/Andrzej Brzeziński Dominik Węglarz/Dariusz Chlebek          | Německo Franz Anton/Jan Benzien Kai Müller/Kevin Müller Eric Mendel/Alexander Funk                                   |
| 2014 | Vídeň                            | Slovensko Pavol Hochschorner/Peter Hochschorner Ladislav Škantár/Peter Škantár Tomáš Kučera/Ján Bátik     | Francie Nicolas Peschier/Pierre Labarelle Gauthier Klauss/Matthieu Péché Pierre Picco/Hugo Biso                       | Česko Ondřej Karlovský/Jakub Jáně Tomáš Koplík/Jakub Vrzáň Jonáš Kašpar/Marek Šindler                                |
| 2015 | Markkleeberg                     | Slovensko Pavol Hochschorner/Peter Hochschorner Ladislav Škantár/Peter Škantár Tomáš Kučera/Ján Bátik     | Česko Ondřej Karlovský/Jakub Jáně Jonáš Kašpar/Marek Šindler Tomáš Koplík/Jakub Vrzáň                                 | Rusko Dmitrij Larionov/Michail Kuzněcov Maxim Obrazcov/Alexej Suslov Alexandr Občinikov/Alexej Popov                 |
| 2016 | Liptovský Mikuláš                | Slovensko Pavol Hochschorner/Peter Hochschorner Ladislav Škantár/Peter Škantár Tomáš Kučera/Ján Bátik     | Polsko Piotr Szczepański/Marcin Pochwała Filip Brzeziński/Andrzej Brzeziński Michał Wiercioch/Grzegorz Majerczak      | Německo Franz Anton/Jan Benzien David Schröder/Nico Bettge Kai Müller/Kevin Müller                                   |
| 2017 | Lublaň                           | Francie Gauthier Klauss/Matthieu Péché Pierre Picco/Hugo Biso Nicolas Scianimanico/Hugo Cailhol           | Polsko Piotr Szczepański/Marcin Pochwała Filip Brzeziński/Andrzej Brzeziński Michał Wiercioch/Grzegorz Majerczak      | Česko Ondřej Karlovský/Jakub Jáně Jonáš Kašpar/Marek Šindler Tomáš Koplík/Jakub Vrzáň                                |
| 2018 | Praha                            | Německo Franz Anton/Jan Benzien David Schröder/Nico Bettge Robert Behling/Thomas Becker                   | Česko Jonáš Kašpar/Marek Šindler Tomáš Koplík/Jakub Vrzáň Ondřej Karlovský/Jakub Jáně                                 | Francie Pierre-Antoine Tillard/Denis Gargaud Chanut Nicolas Scianimanico/Hugo Cailhol Gauthier Klauss/Matthieu Péché |